# Installationen av USA:s president 2025
Installationen av USA:s president 2025 ägde rum den 20 januari 2025 i Kapitoliums rotunda i Washington, D.C. och är den 60:e i ordningen där Donald Trump och hans vicepresident J.D. Vance efter att ha vunnit i presidentvalet 2024, tillträde sina ämbeten.

## Planering och säkerhet
Uppförandet av 2025 års plattform började i september 2024.
Myndigheter som var involverade kring planeringen och säkerheten vid ceremonin inkluderar Capitol Police, MPDC och Park Police.
24 delstater sa att de var villiga att skicka trupper från USA:s nationalgarde till Washington om det efterfrågas.

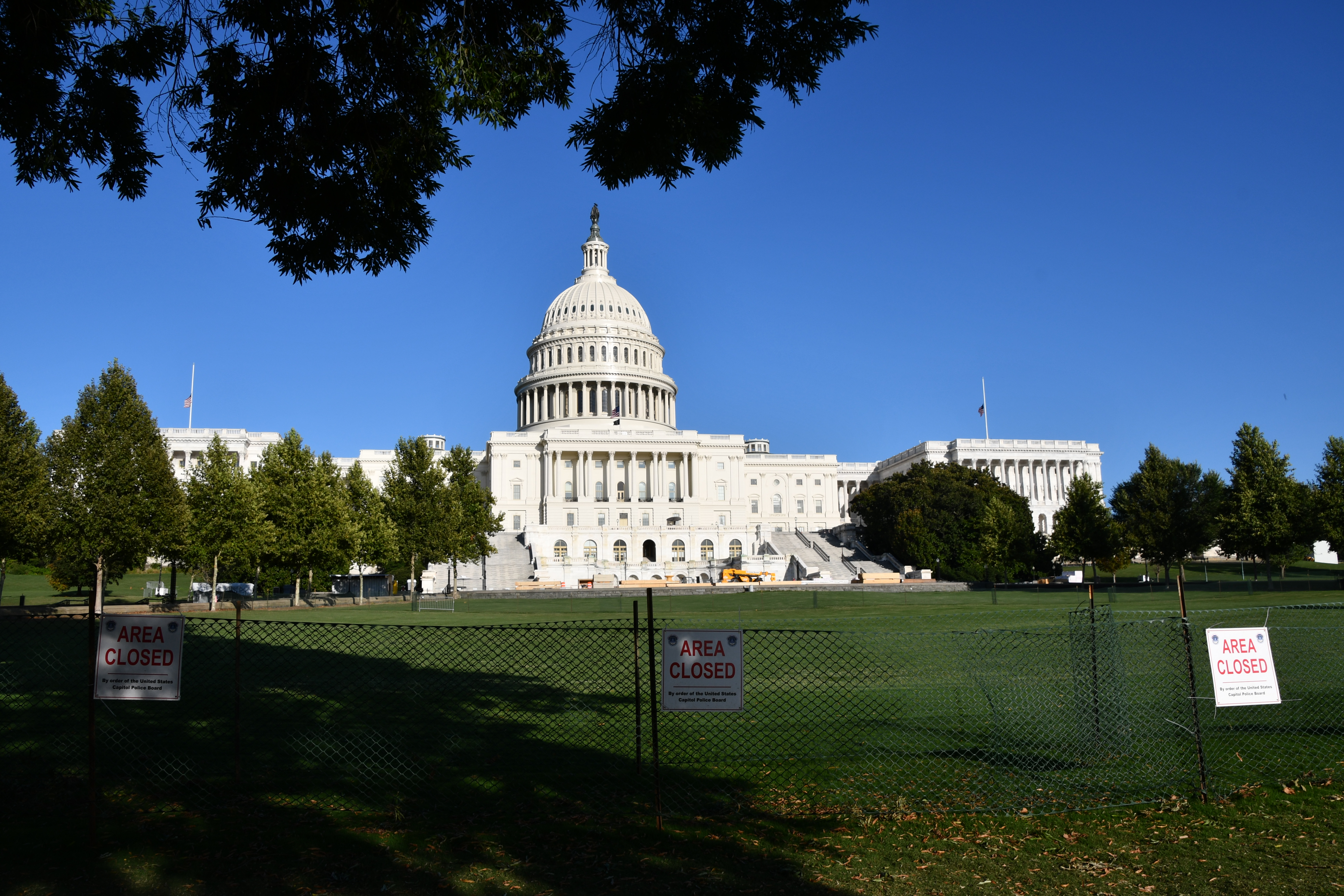
Uppförandet av 2021 års installationsplatform vid Kapitolium i september 2020.